# Ешпала
Ешпала (перс. اشپلا) — село в Ірані, у дегестані Чагар-Фарізе, у Центральному бахші, шагрестані Бендер-Анзалі остану Ґілян. За даними перепису 2006 року, його населення становило 200 осіб, що проживали у складі 62 сімей.

## Клімат
Середня річна температура становить 14,22 °C, середня максимальна – 27,25 °C, а середня мінімальна – 0,14 °C. Середня річна кількість опадів – 876 мм.
| Клімат поселення                              | Клімат поселення | Клімат поселення | Клімат поселення | Клімат поселення | Клімат поселення | Клімат поселення | Клімат поселення | Клімат поселення | Клімат поселення | Клімат поселення | Клімат поселення | Клімат поселення | Клімат поселення |
| Показник                                      | Січ.             | Лют.             | Бер.             | Квіт.            | Трав.            | Черв.            | Лип.             | Серп.            | Вер.             | Жовт.            | Лист.            | Груд.            |                  |
| Середній максимум, °C                         | 9,45             | 10,13            | 12,00            | 17,40            | 21,91            | 25,03            | 27,22            | 27,25            | 23,54            | 20,69            | 16,23            | 11,82            |                  |
| Середня температура, °C                       | 4,79             | 5,47             | 7,36             | 12,74            | 17,26            | 20,36            | 23,20            | 23,24            | 19,52            | 16,70            | 12,20            | 7,81             |                  |
| Середній мінімум, °C                          | 0,14             | 0,81             | 2,70             | 8,10             | 12,61            | 15,72            | 19,19            | 19,22            | 15,50            | 12,67            | 8,20             | 3,79             |                  |
| Норма опадів, мм                              | 90               | 71               | 71               | 51               | 38               | 24               | 15               | 41               | 91               | 140              | 119              | 125              |                  |
| Середньомісячна швидкість вітру, м/с          | 2.30             | 2.40             | 2.40             | 2.36             | 2.38             | 2.60             | 2.60             | 2.40             | 2.21             | 2.10             | 2.00             | 2.09             |                  |
| Середньомісячна сонячна радіація, кДж/м²·день | 6815             | 9028             | 11129            | 15868            | 20262            | 23036            | 23814            | 20063            | 16439            | 11066            | 8505             | 6470             |                  |
| --------------------------------------------- | ---------------- | ---------------- | ---------------- | ---------------- | ---------------- | ---------------- | ---------------- | ---------------- | ---------------- | ---------------- | ---------------- | ---------------- | ---------------- |
| Джерело:                                      |                  |                  |                  |                  |                  |                  |                  |                  |                  |                  |                  |                  |                  |